# Paweł Dunajski
Paweł Dunajski (ur. 31 grudnia 1867 w Świeciu, zm. 15 lipca 1957 w Łąkorzu) – polski ksiądz i działacz społeczny, więzień obozów koncentracyjnych.

## Życiorys

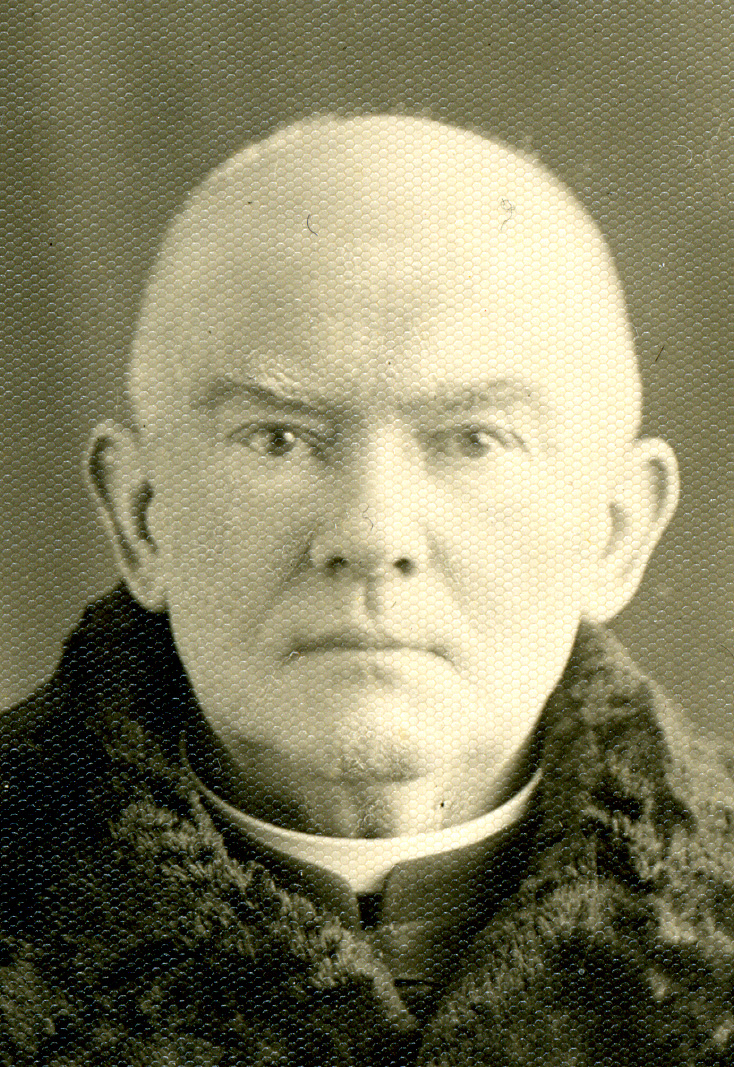
Ksiądz Paweł Dunajski

Syn Michała Dunajskiego i Marii z Czablewskich, brat księdza Stanisława Dunajskiego, brat stryjeczny księdza Piotra Dunajskiego. Jego ojciec był zasłużonym działaczem patriotycznym w Świeciu. Kształcił się w progimnazjum w Świeciu i w gimnazjum w Chełmnie (1890–1892). Po egzaminie dojrzałości studiował w Seminarium Duchownym w Pelplinie, gdzie otrzymał 22 marca 1896 święcenia kapłańskie. Był wikarym w Lipuszu na Kaszubach, administratorem w Czarnowie, następnie duszpasterzem w Łąkorzu (1899) początkowo jako administrator, później proboszcz (1914–1957). Prowadził tu ożywioną walkę z plagą społeczną pijaństwa. W 1902 r. założył tam Bractwo Trzeźwości, którego hymn skomponował, a które z czasem przyczyniło się do podniesienia poziomu życia parafian. Brał żywy udział w polskich organizacjach kulturalnych i społecznych. Należał do Towarzystwa Naukowego (1902–1938), Stowarzyszenia „Straż” (1905). Był prezesem Kółka Rolniczego w Łąkorzu, w którym szerzył oświatę rolniczą i umacniał ducha polskiego. Zdolności muzyczne oraz umiłowanie polskiej kultury spowodowały, iż założył Kółko Śpiewacze, które pod jego batutą zyskało uznanie na całym Pomorzu. Odnowił kościół (1902, 1912), opiekował się założonymi stowarzyszeniami kościelnymi (Apostolstwem Modlitwy, Stowarzyszeniem Młodzieży Polskiej). Umacniał ducha polskiego w tej przygranicznej parafii. Zadbał o spisanie listy parafian poległych w I wojnie światowej oraz o tablicę pamiątkową, która została umieszczona w kościele. Wydał także pamiątkową książeczkę na ten temat. Biskup Stanisław Okoniewski mianował go wizytatorem nauki religii w dekanacie nowomiejskim i radcą duchownym.
Po wkroczeniu Niemców do Polski został aresztowany 5 września 1939 i uwięziony w Grudziądzu, następnie w obozie koncentracyjnym w Stutthofie. Wskutek starań rodziny zwolniony (1940) z nakazem zamieszkania w Berlinie-Pankow.
Po wojnie wrócił do Łąkorza, gdzie był czynny w duszpasterstwie do swojej śmierci i gdzie został pochowany.

## Ordery i odznaczenia
- Złoty Krzyż Zasługi (2 września 1937)[1]